# Bęben magnetyczny

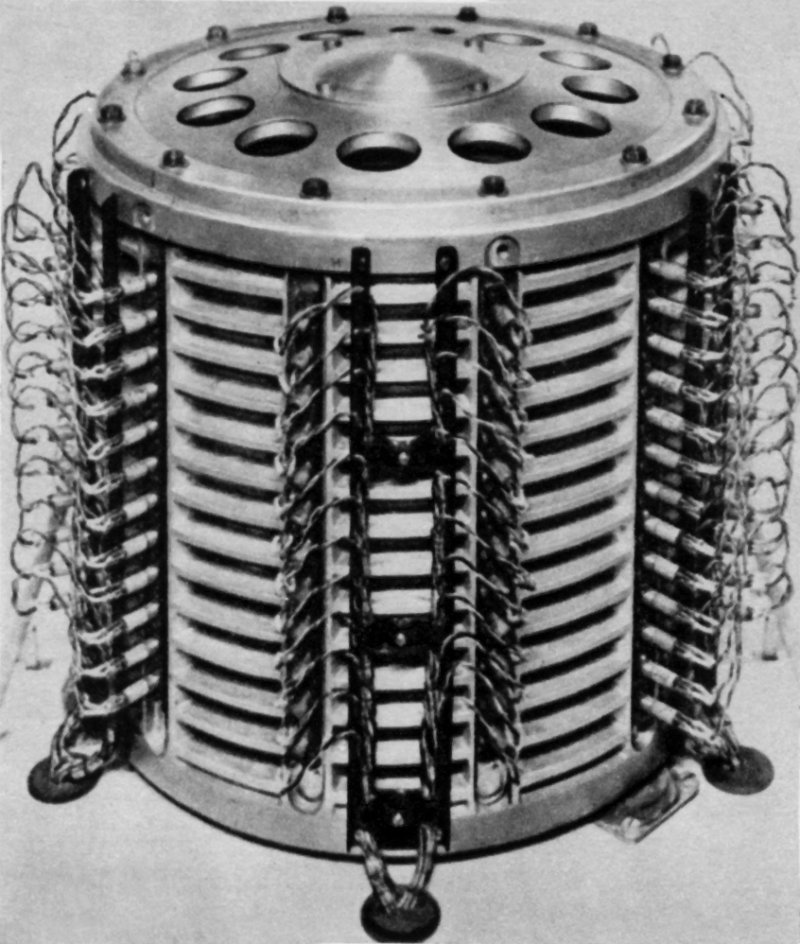
Bęben B-3 wraz z głowicami

Bęben magnetyczny – obrotowy metalowy cylinder, którego zewnętrzna powierzchnia pokryta jest substancją ferromagnetyczną umożliwiającą zapis i odczyt danych; wykorzystywany jako nośnik danych w pamięciach bębnowych.
Poszczególne bity danych były zapisywane na powierzchni bębna za pomocą zestawu głowic elektromagnetycznych poprzez zmianę polaryzacji domen magnetycznych.